# Андреева, Елена Ивановна
Елена Ивановна Андреева (родилась 12 августа 1927, Тверь, Россия) — советский учёный, кандидат биологических наук. Окончила биолого-почвенный факультет КазГУ (1952). Предметом научных исследований является лихенофлора Казахстана. Три книги 11-томника «Флоры споровых растений Казахстана» являются первой сводкой о лишайниках на территории республики. Монографии Андреевой служат учебными и справочными пособиями для специалистов-лихенологов и студентов биологических факультетов вузов. Лихенологический гербарий, собранный в 20 экспедициях по всей территории Казахстана, насчитывает 10 000 пакетов с образцами и хранится в фонде Института ботаники.